# Čerčany
Čerčany (Duits: Tschertschan) is een Tsjechische gemeente in de regio Midden-Bohemen en maakt deel uit van het district Benešov. Het dorp ligt op 4 km afstand van Pyšely en op 8 km afstand van de stad Benešov.
Čerčany telt 3134 inwoners (2024).

## Etymologie
De oorspronkelijke naam van het dorp was Černčany, wat waarschijnlijk verwijst naar de zwarte grond in de omgeving.

## Geografie
De gemeente Čerčany bestaat uit de volgende plaatsen:
- Čerčany;
- Vysoká Lhota;
- Jericho;
- Nové Městečko.

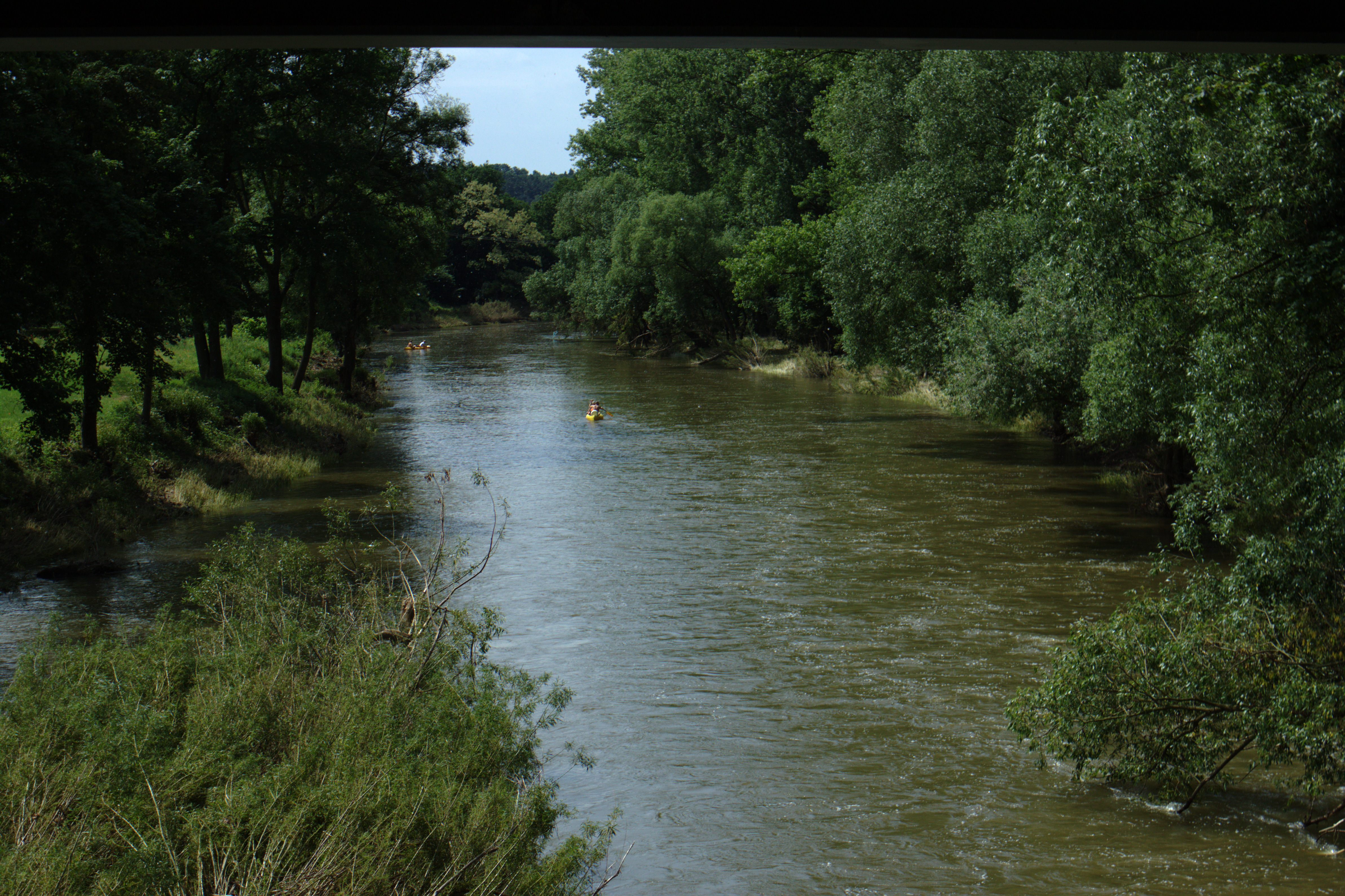
Rivier Sázava (2013)

Čerčany ligt aan de linkeroever van de Sázava; alle andere genoemde plaatsen aan de rechteroever.

## Geschiedenis
De eerste schriftelijke vermelding van het dorp dateert van 1356.
Sinds 1960 maakt Čerčany deel uit van het district Benešov.

## Voorzieningen
In Čerčany zijn een kleuter-, basis- en lagere kunstschool gevestigd. Verder zijn er een gezondheidscentrum, dorpshuis, bioscoop, fitness, voetbalveld, tennisbanen, openbaar zwembad en bibliotheek. De eerste bibliotheek in het dorp werd in 1908 opgericht.
Aan het einde van 2008 werd een hospice opgeleverd.

## Verkeer en vervoer

### Autowegen
Er leiden diverse regionale wegen naar het dorp.

### Spoorlijnen

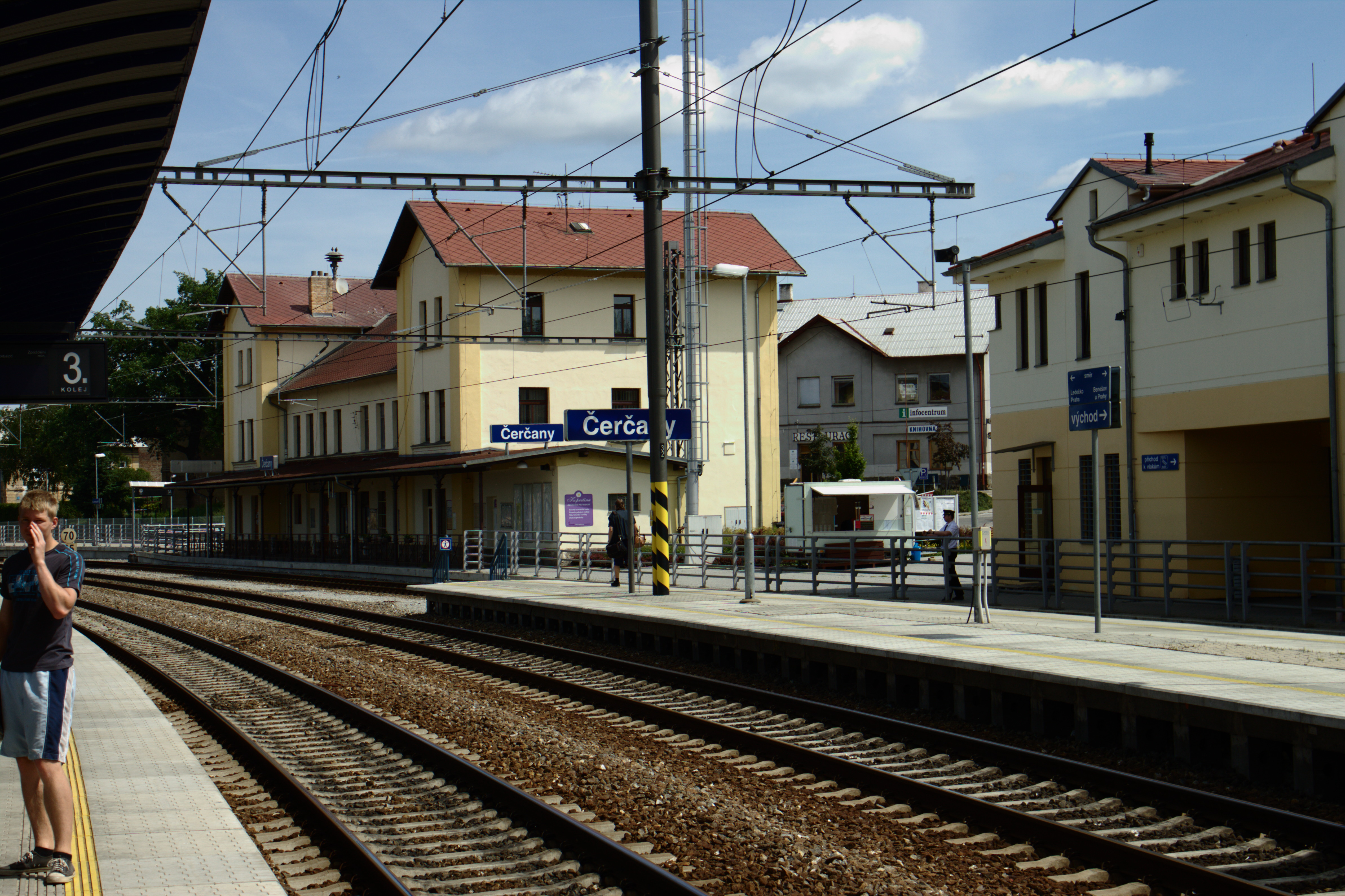
Station Čerčany (2013)

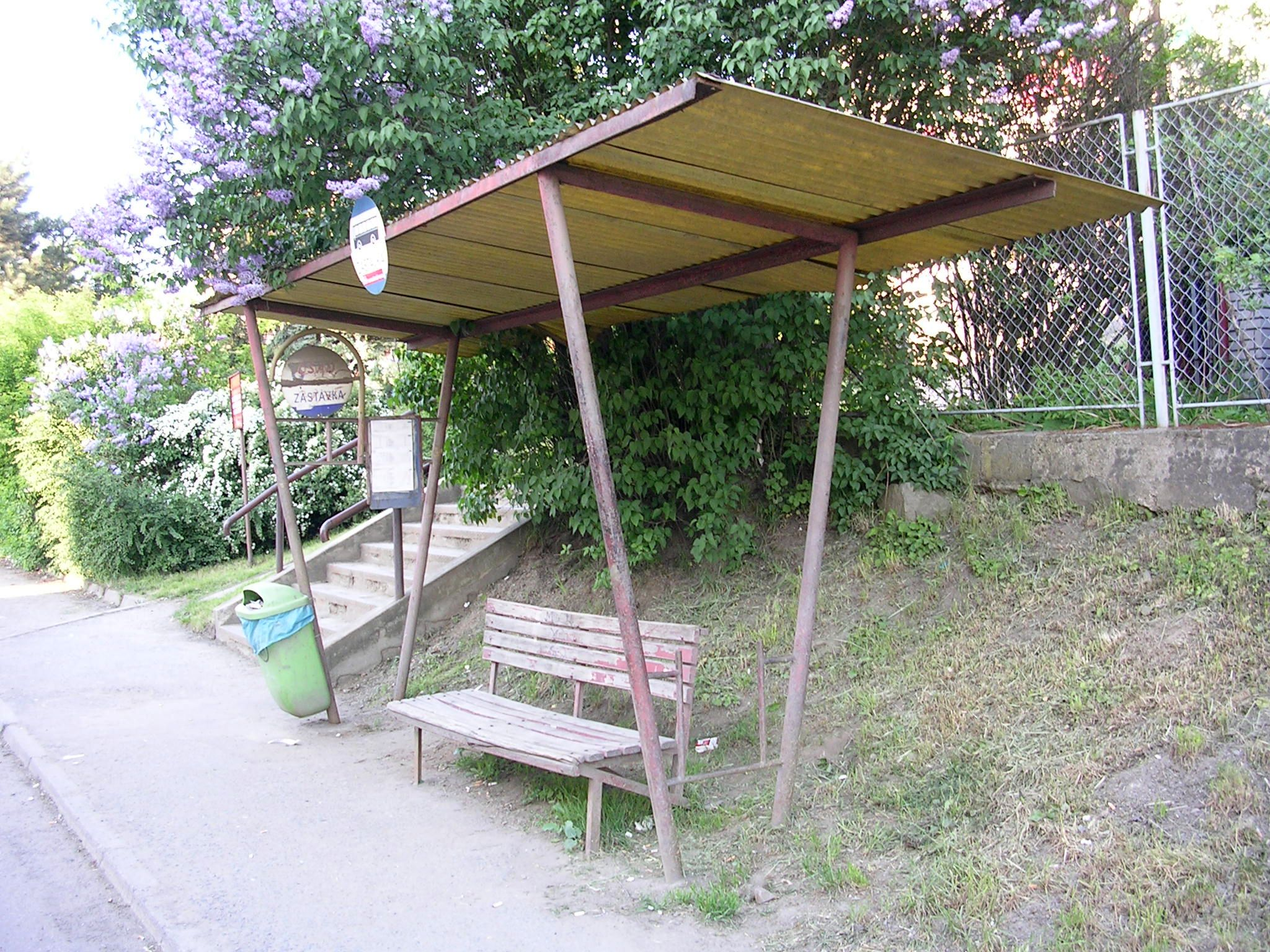
Bushalte in het dorp (2009)

Station Čerčany ligt in het dorp en staat bekend als spoorwegknooppunt. Sinds de aanleg van de spoorlijnen is het dorp dan ook flink gegroeid. Spoorlijn 221 Praag - Benešov - České Budějovice, 210 Praag - Vrané nad Vltavou - Čerčany/Dobříš en 212 Čerčany - Světlá nad Sázavou lopen door en van/naar het station. Het vervoer op lijn 221 begon in 1871, op lijn 210 in 1897 en op lijn 212 in 1901.
In Vysoká Lhota, een deelgemeente van Čerčany, ligt de spoorweghalte Pyšely. Dat station is genoemd naar de 2 km verderop gelegen stad.
Het station van Čerčany werd in 2009 volledig herbouwd.

### Buslijnen
Er zijn vier bushaltes in de gemeente, die allen bediend worden door lijn 796 Benešov - Pyšely van vervoerder ČSAD Benešov.

### Fietsroutes
Fietsroute 19 Havlíčkův Brod - Zruč nad Sázavou - Čerčany - Týnec - Davle, 64 Čerčany - Žíňany - Benešov - Konopiště en 68 Čerčany - Okrouhlice - Popovice - Jankov lopen door de gemeente.

### Wandelroutes
De wandelroutes Davle - Kamenný Přívoz - Čerčany - Chocerady - Sázava en Hvězdonice - Nosákov - Čerčany - Mezihoří - Ostředek lopen door de gemeente.

## Galerij

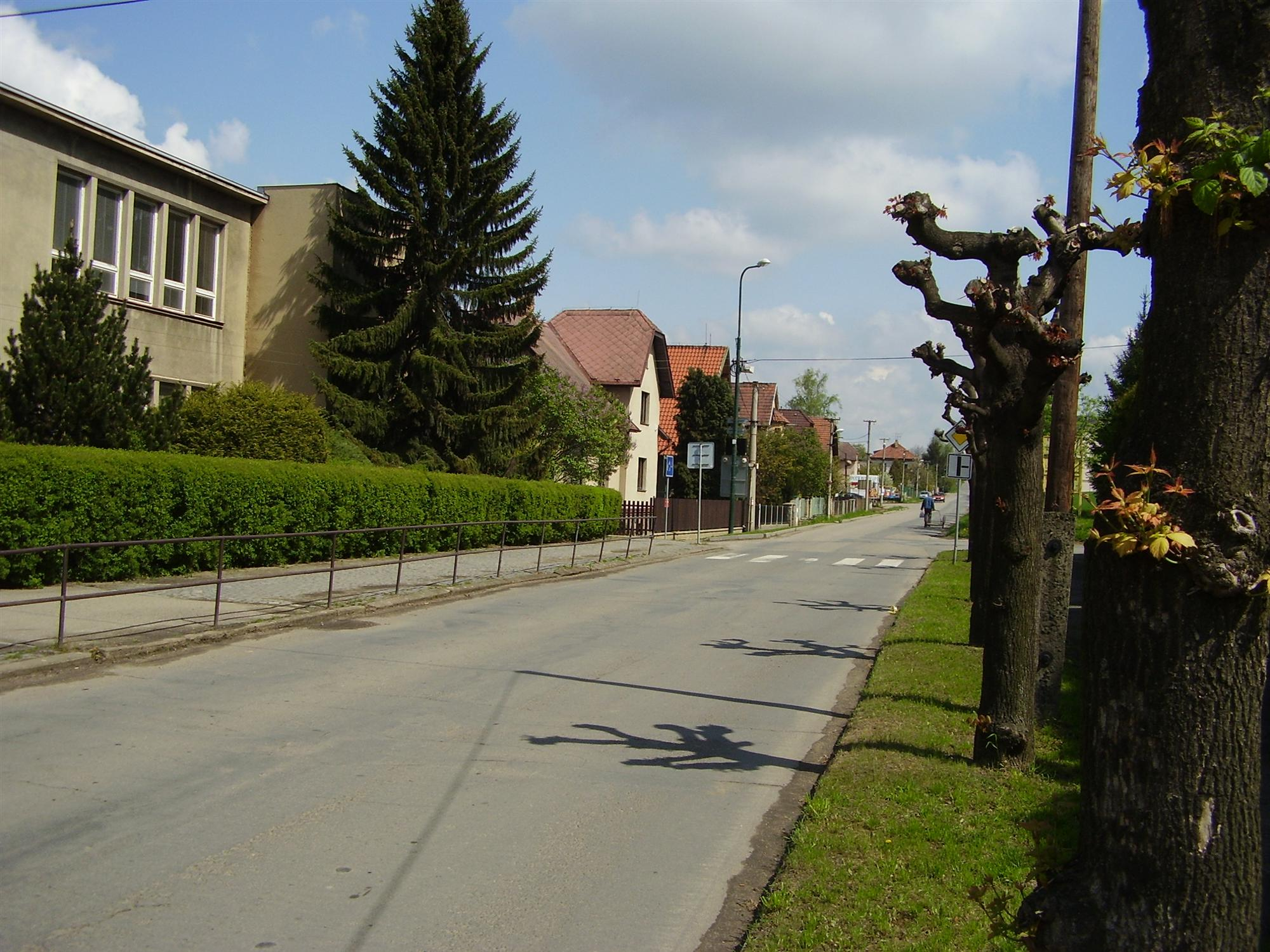
School in de Sokolskástraat (2008)
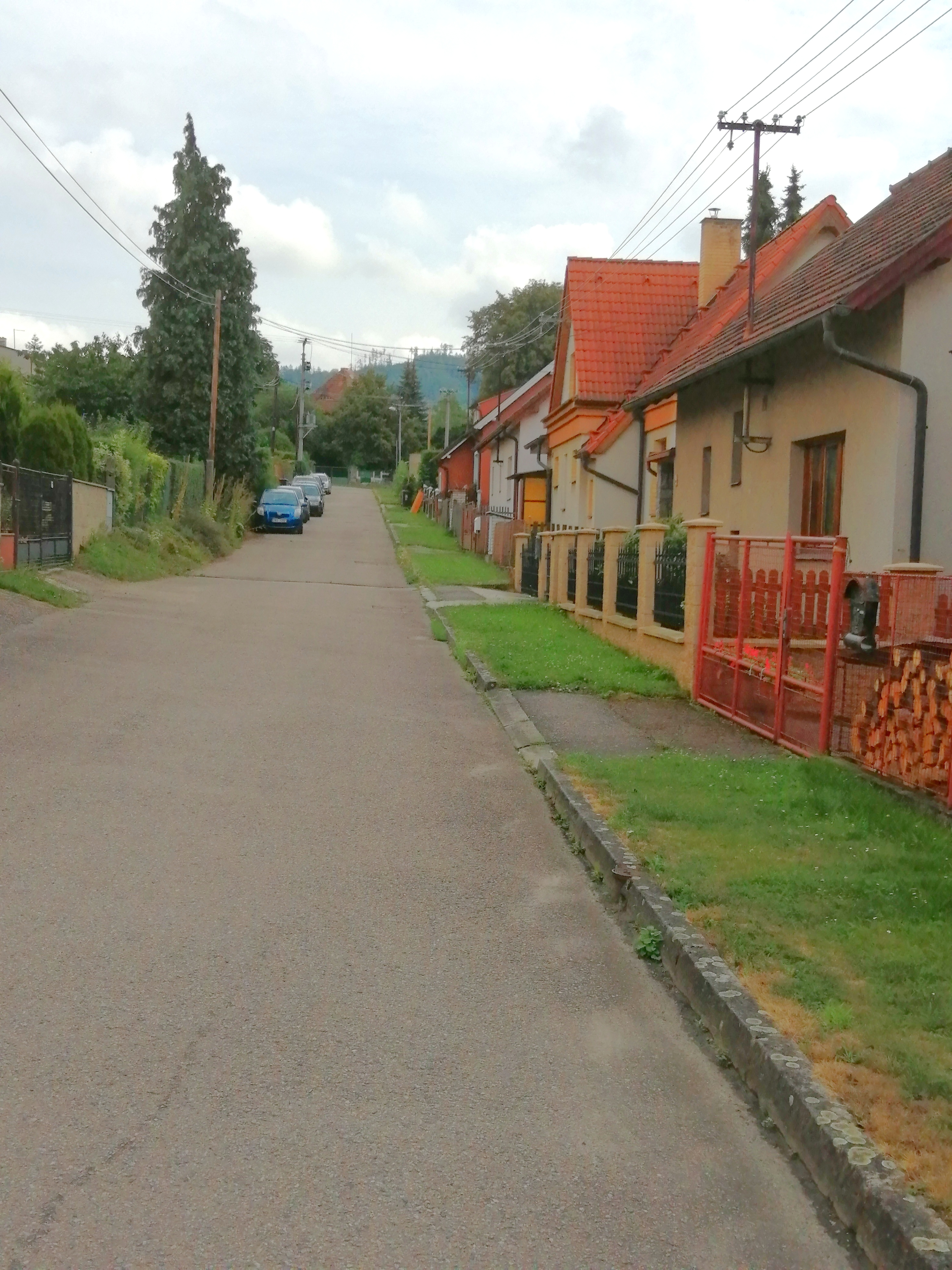
Tylovastraat (2020)
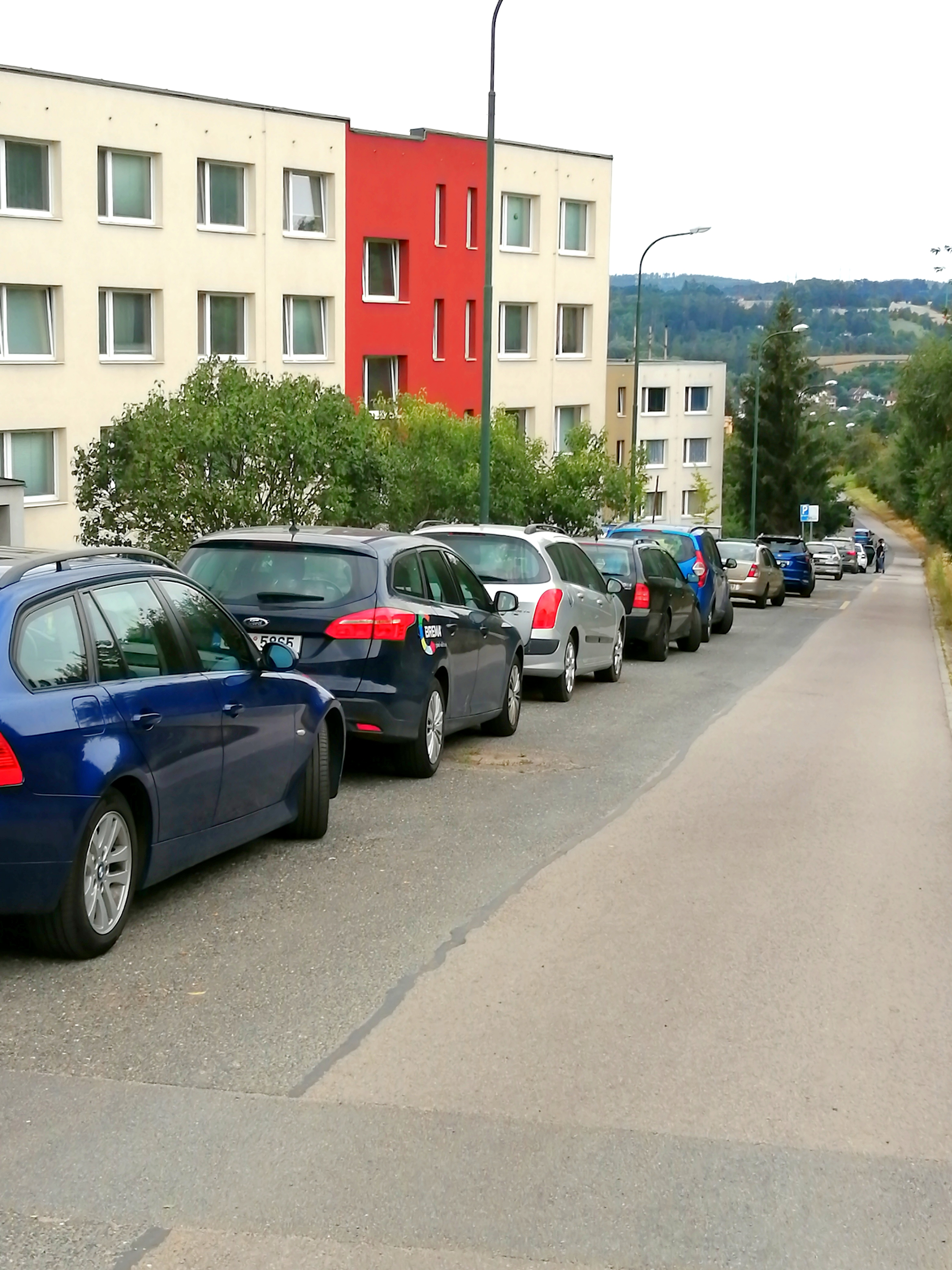
Flats in het dorp (2020)
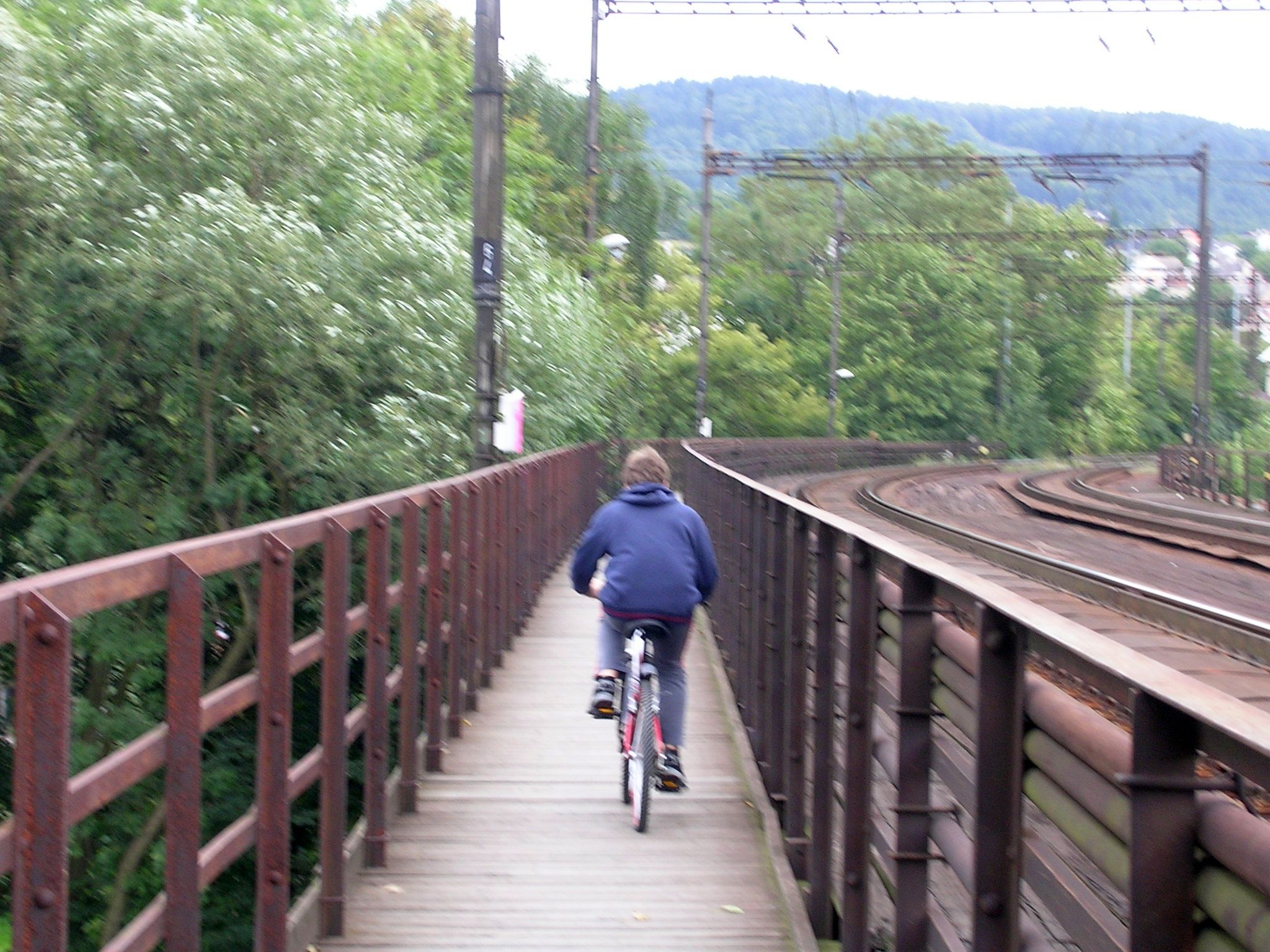
Spoor- en voetgangersbrug nabij het dorp (2006)
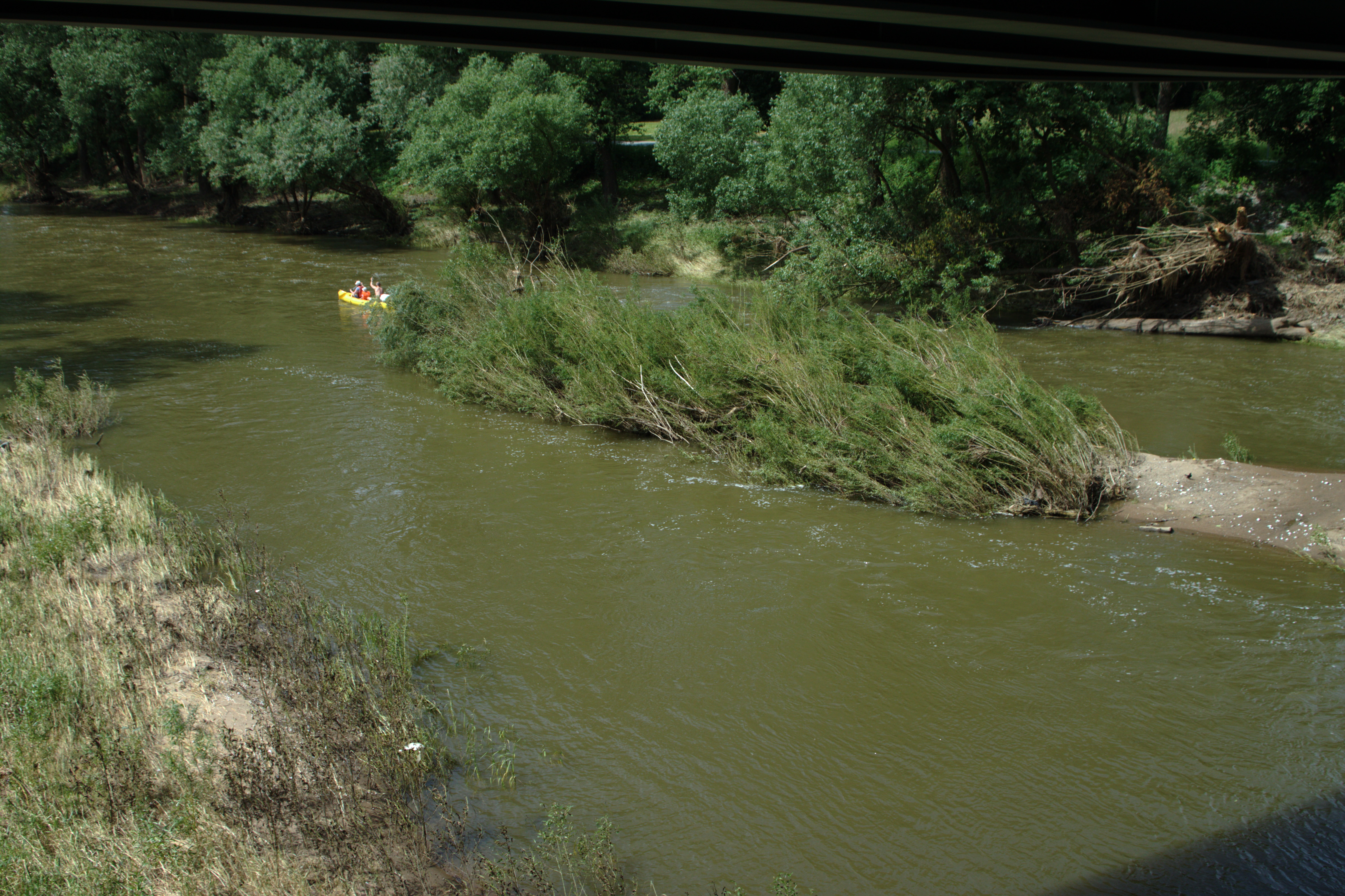
Rivier Sázava (2013)